# Palomino (album)
Palomino è il nono album in studio della cantante statunitense Miranda Lambert, pubblicato nel 2022.

## Tracce
1. Actin' Up – 3:25
2. Scenes – 2:54
3. In His Arms – 2:39
4. Geraldene – 3:01
5. Tourist – 3:35
6. Music City Queen (featuring The B-52's) – 3:19
7. Strange – 3:31
8. Wandering Spirit – 3:36
9. I'll Be Lovin' You – 3:09
10. That's What Makes the Jukebox Play – 4:09
11. Country Money – 3:19
12. If I Was a Cowboy – 3:14
13. Waxahachie – 3:29
14. Pursuit of Happiness – 2:48
15. Carousel – 4:19

## Classifiche
| Classifica (2022) | Posizione raggiunta |
| ----------------- | ------------------- |
| Stati Uniti       | 4                   |